# 黒崎道雄
黒崎 道雄（くろさき みちお）は、キタイ設計株式会社技術管理部顧問。特定非営利活動法人日本アメニティ研究所専務理事・関西事務所長。
滋賀県土木交通部技監、滋賀県希望ヶ丘文化公園公園長、滋賀県景観審議会委員、甲賀市都市計画審議会委員を歴任。技術士建設部門、技術士環境部門。公園管理運営士会関西支部幹事。
1968年千葉大学園芸学部造園学科卒業後滋賀県庁に。第30回日本公園緑地協会北村賞受賞。恵解山古墳公園で2015年ランドスケープコンサルタンツ協会#CLA賞設計部門優秀賞。
著書に『プレリュード60 : 黒崎道雄のランドスケープ』（2006年）。

## 参考
- 黒崎道雄（2003）、びわこ地球市民の森における参加型森づくりについて『造園技術. 報告集』（社）日本造園学会 （編）
- http://www.cla.or.jp/wp-content/uploads/2015/10/ed7d202ef471957f1a15f7e5a0135501.pdf
- http://www.ex.biwa.ne.jp/~n-amenity/amenitymap2003.html
- 第７回公園管理運営士会　関西支部幹事会
- 阿部泰隆, 中村正久 湖の環境と法: 琵琶湖のほとりから 信山社, 1999